# Аятський залізорудний басейн
Аятський залізорудний басейн — розташований в Казахстані, біля станції Тобол. Відомий з 90-х років XIX століття.

## Характеристика
Протяжність басейну з заходу на схід — понад 60 км, а з півночі на південь — понад 50 км, площа поширення рудного пласта 2500 км², потужність 2-9 м. Басейн належить до групи осадових мор. родовищ, що сформувалися на молодій платформі. Рудний пласт, складений оолітовими лептохлорит-сидеритовими рудами, добре витриманий по простяганню і потужності, розташований горизонтально або слабкохвилясто із загальним помірним схилом на схід і півн.-сх. бокситу і вогнетривких глин.
Головні рудні мінерали заліза: лептохлорит, сидерит, гідрогетит; рідше трапляються глауконіт, кварц і пірит.
Розвідані запаси близько 1,7 млрд т, заздалегідь оцінені — 5 млрд т (1980).

## Технологія розробки
Придатний для відкритої розробки.
Для розвіданих запасів середня потужність рудного пласта 4,35 м, потужність розкриву — до 40 м (середня 22 м).